# Phare de Whitehaven (West Pier)
Pour les articles homonymes, voir Whitehaven (homonymie).
Le phare de Whitehaven (West Pier) est un phare situé sur le brise-lames ouest du port de Whitehaven, dans le comté du Cumbria en Angleterre.
Ce phare est géré par l'autorité portuaire de Whitehaven.

## Histoire
La première station de navigation a été établi en 1823. Le phare actuel a été érigé en 1841 sur le brise-lames ouest datant de 1821. C'est une tour ronde de 14.5 m de haut, avec galerie et lanterne. Le phare est peint blanc avec bande rouge à la base, le dôme de la lanterne est gris métallique. En 2013, les deux phares de jetée, en mauvais état dû au vandalisme, ont subi quelques réparations et une nouvelle peinture.
Identifiant : ARLHS : ENG-245 - Amirauté : A4698- NGA : 4880 .
|                  |
| L'entrée du port |

|                      |
| Le brise-lames ouest |

### Lien connexe
- Liste des phares en Angleterre